# Ligusticum sikiangense
Ligusticum sikiangense là một loài thực vật có hoa trong họ Hoa tán. Loài này được M. Hiroe mô tả khoa học đầu tiên năm 1958.